# Rumänische Eishockeyliga 1977/78
Die Saison 1977/78 war die 48. Spielzeit der rumänischen Eishockeyliga, der höchsten rumänischen Eishockeyspielklasse. Meister wurde zum insgesamt 17. Mal in der Vereinsgeschichte Steaua Bukarest.

## Modus
In der Hauptrunde absolvierte jede der drei Mannschaften insgesamt 20 Spiele. Der Erstplatzierte der Hauptrunde wurde Meister. Für einen Sieg erhielt jede Mannschaft zwei Punkte, bei einem Unentschieden gab es einen Punkt und bei einer Niederlage null Punkte.

## Hauptrunde

### Tabelle
|    | Klub              | Sp | S  | U | N  | T   | GT  | Punkte |
| -- | ----------------- | -- | -- | - | -- | --- | --- | ------ |
| 1. | Steaua Bukarest   | 20 | 16 | 2 | 2  | 123 | 49  | 34     |
| 2. | Dinamo Bukarest   | 20 | 12 | 2 | 6  | 90  | 60  | 26     |
| 3. | SC Miercurea Ciuc | 20 | 0  | 0 | 20 | 46  | 150 | 0      |

Sp = Spiele, S = Siege, U = Unentschieden, N = Niederlagen